# Nicole Sullivan
Nicole Julianne Sullivan (New York, 21 aprile 1970) è un'attrice e comica statunitense.

## Biografia
Nicole è nata a New York, figlia di una commerciante di antiquariato, e di Edward C. Sullivan, membro dell'assemblea dello stato di New York. Ha preso lezioni di danza dall'età di 7 anni e si è esibita nelle produzioni di Broadway. La madre di Nicole è una donna d'affari, e suo padre ha rappresentato il 69º distretto di Manhattan all'Assemblea dello Stato di New York (1977-1982) e, dopo che tutta la famiglia si è spostata a Middleburgh, ha rappresentato il 70º distretto (1983-2002). Alle scuole superiori Nicole è tesoriere durante i primi anni e presidente di classe negli ultimi anni; ha giocato a calcio alle superiori e registrava le statistiche per la squadra maschile di basket ed è stata membro del consiglio studentesco.
Dopo il diploma alla scuola di Middleburgh, (1987), ha frequentato la Northwestern University. Ha studiato William Shakespeare, Harold Pinter, Anton Chekov, Henrik Ibsen e la tragedia greca, mentre con due lavori si pagava la scuola e poteva scrivere sketch per gli studenti di teatro. Nicole ha passato il suo primo anno a Londra, studiando alla British American Drama Academy diventando anche un membro della compagnia di Shakespeare; si è poi laureata con lode, prima di trasferirsi a Los Angeles e apparire in sporadici ruoli da "guest-star".
È per lo più conosciuta grazie ad una serie di sketch comici su MADtv (6 stagioni, 1995-2001) e per la sitcom The King of Queens della CBS (5 stagioni, 2001-2005, 2007). Ha recitato, apparendo in vari episodi, in Scrubs, ha doppiato vari personaggi tra cui Shego nel film della Disney, Kim Possible, Drew nel programma della Cartoon Network, The Secret Saturdays, e Louise per la ABC Family nella serie Slacker Cats. Ha anche inoltre ruoli ricorrenti come doppiatrice ne I Griffin e ha dato la voce a Franny Robinson nel film animato Disney, I Robinson - Una famiglia spaziale. Nel mese di ottobre 2008, Sullivan appare nella sitcom Rita Rocks della TV Lifetime. Ha impersonato Lenda Baxter nel film Disney Chelsea Daniels of the Diamond e recentemente ha dato la voce a Marlene nella nuova serie, I pinguini di Madagascar.

## Filmografia parziale

### Attrice

#### Cinema
- Duetto a tre (The Third Wheel), regia di Jordan Brady (2002)
- Indovina chi (Guess Who), regia di Kevin Rodney Sullivan (2005)
- Barry Dingle, regia di Barry Shurchin (2005)
- The Adventures of Big Handsome Guy and His Little Friend, regia di Jason Winer - cortometraggio (2005)
- One Sung Hero (2006)
- Superhero - Il più dotato fra i supereroi (Superhero Movie), regia di Craig Mazin (2008)
- Black Dynamite, regia di Scott Sanders (2009)
- 17 Again - Ritorno al liceo (17 Again), regia di Burr Steers (2009)

#### Televisione
- Ma che ti passa per la testa? (Herman's Head) – serie TV, 1 episodio (1991)
- Un detective in corsia (Diagnosis: Murder) – serie TV, 1 episodio (1994)
- Cinque in famiglia (Party of Five) – serie TV, 1 episodio (1994)
- Models, Inc. – serie TV, 1 episodio (1994)
- MADtv – show TV, (1995-2001, 2003, 2005, 2016)
- The Drew Carey Show – serie TV, 2 episodi (1997-1998)
- Fired Up – serie TV, 2 episodi (1997-1998)
- Susan – serie TV, 1 episodio (1999)
- Bar Hopping (2000) - Film TV
- Law & Order - Unità vittime speciali (Law & Order: Special Victims Unit) – serie TV, 1 episodio (2000)
- Titus – serie TV, 1 episodio (2000)
- The King of Queens – serie TV, 62 episodi (2001-2007)
- Scrubs - Medici ai primi ferri (Scrubs) – serie TV, 6 episodi (2001-2009)
- Baby Blues – serie TV, 3 episodi (2000-2002)
- La vita secondo Jim (According to Jim) – serie TV, 1 episodio (2001)
- Dexter Prep, regia di James Burrows - film TV (2002)
- Perfetti... ma non troppo (Less Than Perfect) – serie TV, 2 episodi (2003)
- Miss Match – serie TV, 1 episodio (2003)
- Hot Properties – serie TV, 13 episodi (2005)
- Detective Monk (Monk) – serie TV, episodio 3x16 (2005)
- Boston Legal – serie TV, 1 episodio (2006)
- Raines – serie TV, 7 episodi (2007)
- My Boys – serie TV, 2 episodi (2007)
- Zack e Cody al Grand Hotel (The Suite Life of Zack and Cody) – serie TV, 1 episodio (2008)
- Leverage - Consulenze illegali (Levarage) – serie TV, (1 episodio, 2009)
- Rita Rocks – serie TV (2008-2009)
- $#*! My Dad Says – serie TV (2010-2011)
- Let It Shine, regia di Paul Hoen – film TV (2012)
- Wendell & Vinnie – serie TV, 20 episodi (2013)
- Black-ish – serie TV, 163 episodi (2014-2022)
- I peggior cuochi d’America – reality tv (2016)
- Disjointed – serie TV, ricorrente (2017)
- Alone Together – serie TV, 1x08 (2018)
- High School Musical: The Musical: La serie – serie TV, 22 episodi (2019-in corso)

### Doppiatrice
- Buzz Lightyear da Comando Stellare - Si parte! (2000)
- Clone High (2002-2003)
- Brandy & Mr. Whiskers (2 episodi, 2006)
- I Robinson - Una famiglia spaziale (2007)
- Kim Possible - serie TV, 45 episodi (2002-2007)
- Slacker Cats (3 episodi, 2007-2009)
- The Secret Saturdays (2008-2010)
- I Griffin (2000-2010)
- I pinguini di Madagascar - serie TV, 60 episodi (2009-2012)
- DC Super Hero Girls - serie TV, 78 episodi (2019-in corso)

## Personaggi famosi imitati
- Britney Spears
- Calista Flockhart
- Drew Barrymore
- Emma Bunton
- Hillary Clinton
- Jenna Elfman
- Jennifer Aniston
- Jodie Foster
- Julia Roberts
- Julianna Margulies
- Justin Timberlake
- Keri Russell
- Kim Cattrall
- LeAnn Rimes
- Lucille Ball
- Mia Farrow
- Meg Ryan
- Melanie Griffith
- Sarah Michelle Gellar

## Vita personale
Nel 2006 ha sposato l'attore Jason Packham da cui ha avuto due figli.
Sullivan ha vinto la prima edizione di Celebrity Poker Showdown, donando poi i 100 000 dollari vinti ad Alley Cat Allies, un gruppo nazionale di sensibilizzazione per i senzatetto e i gatti randagi.

## Doppiatrici italiane
Nelle versioni in italiano, Nicole Sullivan è stata doppiata da:
- Daniela Calò in The King of Queens, Leverage - Consulenze illegali, The Middle
- Claudia Razzi in Let It Shine, Disjoined, Running Point
- Laura Lenghi in Hot Properties, Superhero - Il più dotato dei supereroi
- Francesca Fiorentini in 17 Again - Ritorno al liceo, Black-ish
- Eleonora De Angelis in Boston Legal
- Letizia Scifoni in Scrubs - Medici ai primi ferri (st. 1-3)
- Laura Romano in CSI - Scena del crimine
- Francesca Guadagno in Grey's Anatomy
- Emanuela Baroni in High School Musical: The Musical: La serie
- Patrizia Burul in All Rise

Come doppiatrice è stata sostituita da:
- Laura Lenghi in Bugs Lightyear da Comando Stellare - Si parte!, Kim Possible
- Alessandra Grado in I Griffin
- Deborah Ciccorelli in Secret Saturdays
- Giulia Franceschetti in DC Super Hero Girls